# Town Cut
Town Cut, vereinzelt Town Cut Channel genannt, ist eine knapp 100 Meter breite und 300 Meter lange, künstlich begradigte Wasserstraße im Osten der atlantischen Inselgruppe Bermuda.
Der Kanal verbindet die Bucht Saint George’s Harbour mit dem offenen Meer und wird von den Inseln Saint George’s Island im Norden sowie Higgs Island und Horseshoe Island im Süden eingefasst.
Town Cut ist ausreichend tief, um auch größeren Kreuzfahrtschiffen das Ansteuern des Hafens der Stadt Saint George’s zu ermöglichen.